# 韓春 (成化進士)
韓春（1441年—1522年），字時元，直隸保定府蠡縣人，明朝政治人物。

## 生平
成化十六年（1480年）庚子科順天府鄉試第七十七名舉人。成化十七年（1481年）中式辛丑科會試第二百五十四名，三甲第八十二名進士。初授睢宁知县，弘治三年（1590年）选授御史，丁母忧归。服阕，弘治五年（1592年）七月擢授陕西道监察御史，差巡光禄寺，继巡河東盐课，以疾告归。起补雲南道监察御史，巡视十庫、皇城九门，监乙丑科（1505年）会试，刷卷京畿。正德元年（1506年）六月升任山东按察副使，正德三年（1508年）以老疾致仕。

## 家族
曾祖韓繼祖；祖父韓玉；父韓林。嫡母仇氏；生母張氏。